# 阿方索 (波多公爵)
波多公爵阿方索（葡萄牙語：Afonso de Bragança, Duque do Porto，1865年7月31日—1920年2月21日），波多公爵，葡萄牙國王路易斯一世的次子。
父親去世後，阿方索和母親住在阿茹達宮，哥哥卡洛斯一世（和之後的曼紐二世）則住在內塞西達迪什宮。在1908年至1910年間，阿方索是姪子曼紐二世的繼承人。

## 婚姻
1917年，阿方索與美國人內華達·斯圖迪·海因斯結婚，兩人沒有子女。